# Geretsberg
Geretsberg je obec v okrese Braunau v rakouské spolkové zemi Horní Rakousy.

## Geografie
Geretsberg leží v oblasti Innviertel. Přibližně 69 % rozlohy obce tvoří lesy a 27 % zemědělská půda.

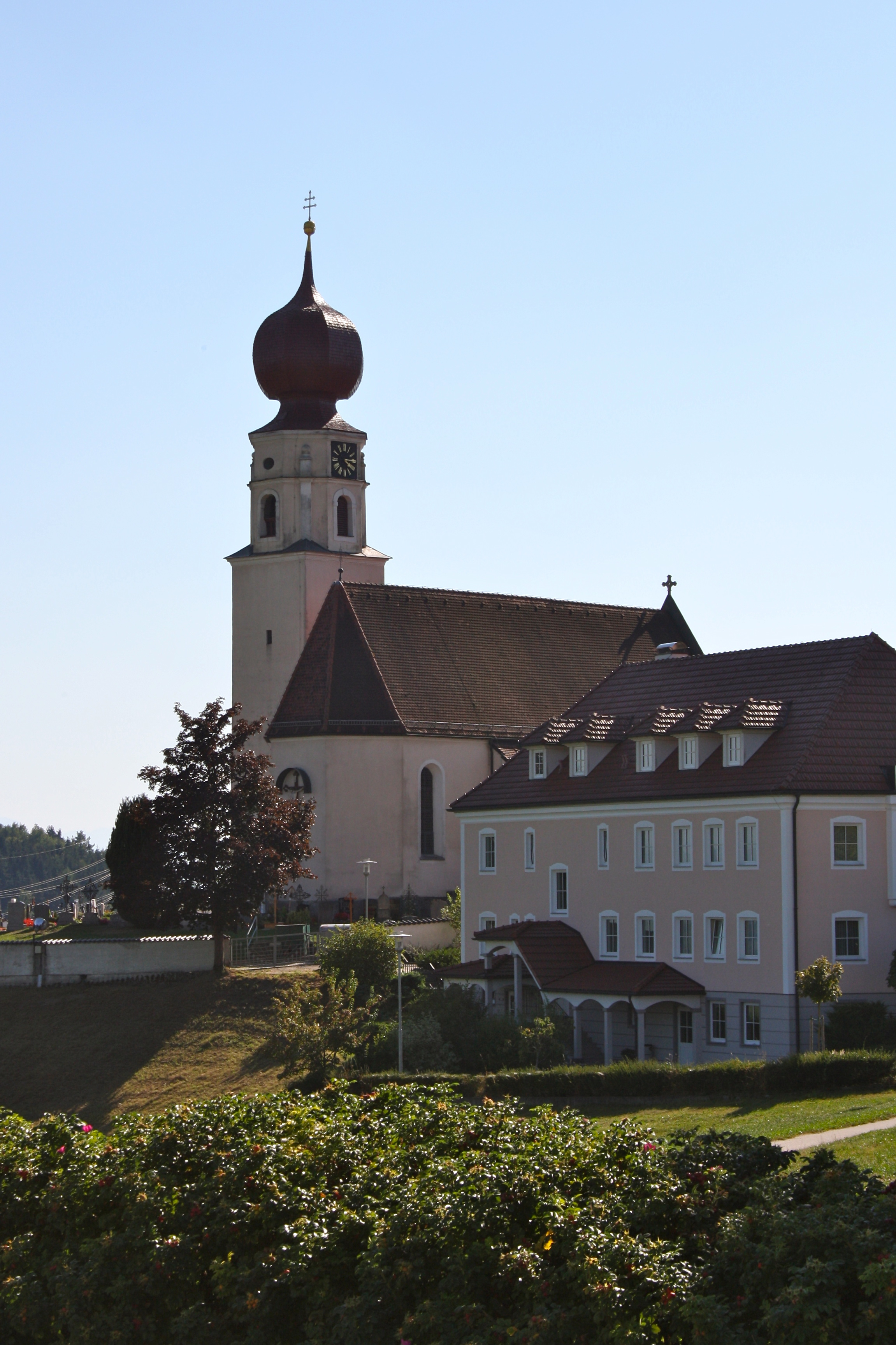
Kostel v Geretsbergu